# Futógép

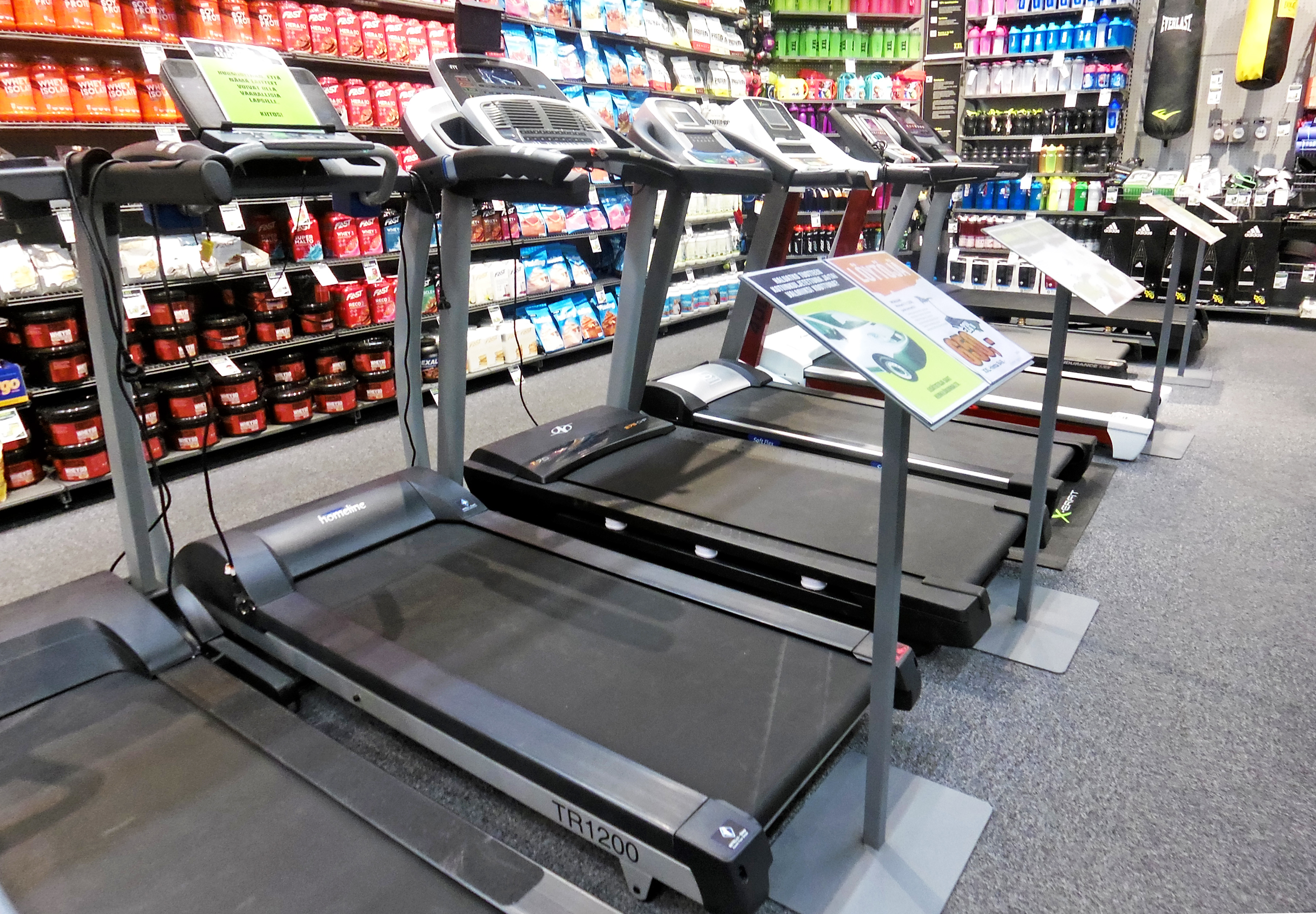
Futógépek

A futógép egy beltéri sporteszköz, mely a hagyományos futás közbeni testmozgás imitálására alkalmas. A szerkezet két fő részből áll: egy szalagból, melyen a sportoló fut, illetve egy kezelőfelületből, melyen állítható a szalag sebessége, illetve dőlésszöge (domborzat szimulálására). Alapvetően két típust különböztetünk meg: a passzív futógépen maga a futó hajtja meg a szalagot, míg az aktív futógépen azt motor hajtja, utóbbi típusok ára az előbbi többszöröse. A modernebb példányok pulzusmérővel is fel vannak szerelve, melyek mindenkori pulzusunkból állítják be az edzéshez megfelelő sebességet és dőlésszöget. A futógép igen jó otthoni edzésforma, főként a téli hónapokra.

## Előnyök
- A rendszeres futógép-használat növeli az állóképességet
- A gumiszalag jobban kíméli az ízületeket, mint ha aszfalton futnánk
- Rossz időjárás esetén is lehetőség nyílik a futásra
- Otthon is használható
- A legtöbb típus rendelkezik kijelzővel, így mérhető adatok alapján tudunk edzeni.
- Speciális funkciókkal ellátott futópad esetén egyedi edzéseket is végezhetünk, mint például megemelt futófelület.

## Hátrányok
- Számos futó unalmasnak találja használatát
- Drága, ráadásul sok áramot fogyaszt
- Sok helyet foglal egy lakásban
- Esetenként túl zajos
- Az első futásoknál a mozgás természetellenes, szédülés is felléphet

## Futópadok típusai
A futópad valójában egy cardiogép, amelynek két fő típusa van, a mechanikus és az elektromos. Ezek mellett természetesen léteznek kifejezetten edzőtermi használatra tervezett ipari futópadok is. 

•    Mechanikus futópad
A mechanikus vagy mágnesfékes padok szalagját a futó lábmunkája hajtja. Előnyük, hogy jóval alacsonyabb áron hozzáférhetőek, mint az elektromos eszközök, könnyebbek és összecsukható futópadok, aminek köszönhetően kis helyen is tárolhatóak. Hátrányuk többek között, hogy nehezebb rajtuk az egyenletes tempó megtartása, illetve a futót a szalag állandó mozgása híján nem motiválja semmi arra, hogy ne lassítson vagy álljon meg a tervezett idő előtt.

•    Elektromos futópad
Az elektromos gépek szalagját motor hajtja. Ezek az eszközök magasabb árfekvésűek és nehezebbek, mint a mágnesfékes társaik. Az elektromos futópadoknak két fő típusa a mechanikus, illetve az elektromos dőlésszöggel rendelkező gépek.

Előbbiek az alap készülékek közé tartoznak és általában kevesebb funkcióval, kisebb motorral, valamint kisebb teherbírással rendelkeznek. A dőlésszögük állítható, általában 1-3 fokozat áll rendelkezésre, azonban egy ilyen, olcsó futópad használatakor csak manuálisan vehetjük igénybe ezt a funkciót, vagyis az edzés előtt, vagy a futást megszakítva, a pad megemelésével változtathatunk a meredekségen.
Ez a változat azok számára ideális választás, akik kisebb költségből szeretnék megoldani az otthoni futópad használatot, emellett inkább sík terepen szeretnek futni. Ezek a futópadok a sportolást követően szintén összecsukhatók, ezért kis helyen tárolhatjuk őket. Kijelzőjükön modelltől függően ellenőrizhetjük az aktuális sebességet, a pulzust, a megtett kilométereket, az eltelt időt és az elégetett kalóriát.

A legkorszerűbb készülékek az elektromos dőlésszöggel rendelkező padok. Ezeknél a típusoknál a dőlésszög állító motort a futópad alapjához csatlakoztatják. A használatot követően ezek is felhajthatóak, ám tárolásuk ennek ellenére nagyobb helyigényű. Azok számára ajánljuk, akik rendszeresen és nagyobb távolságokat futnak. Az elektromos dőlésszögű modelleken belül is több árkategória létezik. A felső kategóriás gépek számtalan funkcionális és kényelmi extrával vannak felszerelve, mint például MP3-lejátszóval vagy televízióval. Ennek köszönhetően a sportoló, a monotónia csökkentése céljából zenét hallgathat vagy akár filmet is nézhet futás közben.
Ezek az otthoni fitneszgépek teherbírás szempontjából is megbízhatóbbak, egy ilyen futópad 120 kg, 130 kg, vagy akár 150 kg terhelést is hatékonyan kezel.

## Fordítás
- Ez a szócikk részben vagy egészben  a   Treadmill című angol Wikipédia-szócikk fordításán alapul.  Az eredeti cikk szerkesztőit annak laptörténete sorolja fel. Ez a jelzés csupán a megfogalmazás eredetét és a szerzői jogokat jelzi, nem szolgál a cikkben szereplő információk forrásmegjelöléseként.